# Alexandre Sarr
Alexandre Dam "Alex" Sarr, född 26 april 2005 i Bordeaux, är en fransk professionell basketspelare (PF/C) som spelar för Washington Wizards i National Basketball Association (NBA).
Han har också spelat som proffs i Australien.
Sarr draftades av Washington Wizards i första rundan i 2024 års draft som andre spelare totalt.
Han är bror till Olivier Sarr.